# Ibrahima Sy
Ibrahima Sy (Dakar, Senegal, 13 de agosto de 1995) es un futbolista senegalés que juega de portero. Actualmente se encuentra sin equipo.

## Clubes
| Club                     | País    | Año       | Partidos | Goles encajados |
| ------------------------ | ------- | --------- | -------- | --------------- |
| AS Dakar Sacré-Coeur     | Senegal | 2009-2011 | 0        | 0               |
| Olympique de Marsella II | Francia | 2011-2014 | 5        | 4               |
| FC Lorient II            | Francia | 2014-2016 | 33       | 0               |
| FC Lorient               | Francia | 2015-2016 | 0        | 0               |
| Vannes OC                | Francia | 2017-2019 | 30       | 45              |
| RC de Lens B             | Francia | 2019-2020 | 5        | 5               |

## Selección nacional
Ha sido internacional con la selección de futbol sub-20 de Senegal.